# Giuseppe Bellini
Giuseppe Bellini detto Pino (Roma, 18 giugno 1957) è un allenatore di calcio ed ex calciatore italiano, di ruolo centrocampista.

## Carriera

### Giocatore
Cresciuto nell'Almas Roma, giocò con la maglia del Cagliari fin dal 1976, diventando subito fra i titolari del centrocampo dei rossoblù in Serie B. Nella stagione 1978-1979, con le sue 8 reti stagionali (migliore prestazione in carriera) aiutò i sardi a salire in Serie A, categoria nella quale militerà in rossoblu fino al 1982.
Successivamente tentò un'esperienza con la Fiorentina, dove rimarrà solo una stagione, nella quale disputò 17 gare in massima serie, segnando una rete nel 3-0 all'Avellino.
Nel 1983 fece ritorno a Cagliari, dove rimase sino al 1986, disputando tre campionati di B. Restò nella lega cadetta anche per la stagione 1985-1986 con l'Arezzo, mentre in seguito proseguì la carriera nella serie minori.
Con le sue 194 presenze complessive con la maglia del Cagliari è tutt'oggi il 23º calciatore più presente in assoluto nella storia del club sardo. Nelle sue 9 stagioni coi cagliaritani ha messo a segno 19 reti (delle quali 4 in Serie A), risultando così il 37º marcatore di sempre.
In carriera ha totalizzato complessivamente 84 presenze e 5 reti in Serie A e 146 presenze e 15 reti in Serie B.

### Allenatore
Già allenatore dei Giovanissimi Regionali, nel 2010 assunse la guida degli Allievi del Cagliari. La stagione successiva passò alla Juniores.